# Sigo buscando
«Sigo buscando» es una canción interpretada por el cantautor español Álex Ubago, incluida en su tercer álbum de estudio Aviones de cristal (2006) y lanzado como el segundo sencillo del disco a través de Warner Music.

## Historia
También la canción ocupó los primeros lugares en las listas de México y España, al igual que el sencillo anterior Viajar contigo. Además está incluida en otros discos de éxitos del artista.
El videoclip fue filmado en Estambul, Turquía.

## Posiciones
| Listas (2006)             | Posición |
| ------------------------- | -------- |
| Argentina (Top 20)        | 19       |
| España Los 40 Principales | 35       |
| México (Monitor Latino)   | 98       |

## Certificaciones
| País   | Organismo certificador | Certificación | Ventas certificadas | Ref.  |
| ------ | ---------------------- | ------------- | ------------------- | ----- |
| España | PROMUSICAE             | 3X Oro        | 65,000              | [ 9 ] |